# Antoine Lavoisier
Antoine-Laurent de Lavoisier, francoski kemik, * 26. avgust 1743, Pariz, Francija, † 8. maj 1794, Pariz.
S poskusi je odkril in dokazal, da je gorenje proces, v katerem reagira kisik. Kisik je tudi odkril. Bil je pionir na področju stehiometrije. Mase reagentov v proučevanih reakcijah je skrbno tehtal in s tem prišel do svojega zakona o ohranitvi mase. Določil je ime vodika (tega je odkril Cavendish). Pomembno je prispeval tudi na področju razvoja kemijske nomenklature.      
Lavoisier ni bil le sijajen raziskovalec, temveč tudi zelo pomemben državni uradnik, mdr. odgovoren za davke, pa tudi za posodabljanje in poenotenje merskih enot v Franciji. Svojo vlogo v vladi je plačal z življenjem: med francosko revolucijo so ga prijeli, mu sodili in ga obglavili na giljotini - vse isti dan. Poldrugo leto po smrti ga je vlada rehabilitirala, njegove osebne predmete pa vrnila njegovi vdovi in za življenja pomembni sodelavki (mdr. ilustratorki moževih razprav) - Marie-Anne Pierrette Paulze (1758 - 1836), s kratkim sporočilom: »Vdovi po krivem obsojenega Lavoisiera«.